# قاضی‌قلی
قاضی‌قلی (به لاتین: Qazıqulu) یک منطقه مسکونی در جمهوری آذربایجان است که در شهرستان تووز واقع شده است. قاضی‌قلی ۷۰۲ نفر جمعیت دارد.